# Hindelbank
Hindelbank is een gemeente en plaats in het Zwitserse kanton Bern en maakt deel uit van het district Emmental.
Hindelbank telt 2.304 inwoners.
Op 1 januari 2021 werd de buurgemeente Mötschwil opgenomen in Hindelbank.

## Graf van Maria Magdalena Langhans
In de gereformeerde kerk van Hindelbank bevindt zich de door Johann August Nahl gemaakte grafsteen voor Maria Magdalena Langhans. In de 18de eeuw gold deze grafsteen (die laat zien hoe het graf opengaat en het het lichaam uit de dood herrijst) als het meest bewonderde kunstwerk van Europa. Het trok bezoekers uit alle windstreken, waaronder Goethe.